# Нагатинская (станция метро)
«Нага́тинская» — станция Московского метрополитена на Серпуховско-Тимирязевской линии. Расположена на границе районов Нагатино-Садовники и Нагорного (ЮАО) вдоль Варшавского шоссе у его пересечения с Нагатинской улицей, по которой и получила своё название. Открыта 8 ноября 1983 года в составе участка «Серпуховская» — «Южная». Колонная трёхпролётная станция мелкого заложения с одной островной платформой.

## История
Станция открыта 8 ноября 1983 года в составе первого участка Серпуховской линии «Серпуховская» — «Южная», после ввода в эксплуатацию которого в Московском метрополитене стало 123 станции.

## Архитектура и оформление
Путевые стены выложены мрамором богатой палитры с преобладанием красного и чёрного цветов, в которых выполнены тематические панно в технике флорентийской мозаики на тему «Древняя история Москвы» (художники Э. А. Жаренова, В. К. Васильцов). Композиции посвящены истории строительства храмов, деревянной, а затем белокаменной столице, началу строительства Кремля. Необычные для метростанций круглые белые колонны собраны из отдельных сегментов самого мягкого и легкообрабатываемого мрамора «коелга».
Станция сооружена по типовому проекту, является колонной трёхпролётной мелкого заложения. Всего на ней два ряда по 26 колонн с шагом 6,5 метра.

## Вестибюли и пересадки
У станции имеется два подземных вестибюля. На одном конце в северном вестибюле имеется общая лестница, на другом конце в южном вестибюле — эскалаторы. Из северного вестибюля можно выйти на обе стороны Варшавского шоссе и к Нагатинской улице (подземный переход под шоссе был построен в 2005 году). Из южного вестибюля — к остановочному пункту Нагатинская (ранее — Нижние Котлы) Павелецкого направления Московской железной дороги.
Примерно в 900 метрах к северо-западу находится станция Верхние Котлы Московского центрального кольца, на которую возможна бесплатная пересадка.
11 сентября 2020 года из-за начавшегося строительства ТПУ был закрыт выход №1 из южного вестибюля. 27 ноября 2021 был закрыт и весь южный вестибюль, но выходы № 1–3 продолжают работать только для входа и выхода на платформу «Нагатинская».

## Перспективы
В перспективе на базе станции предусмотрено строительство транспортно-пересадочного узла (ТПУ). Застройку транспортно-пересадочного узла ведет группа компаний «Киевская площадь». Построенный многофункциональный комплекс будет включать в себя транспортно-пересадочный узел, на котором будут совершать пересадку более 300 тыс. человек в сутки.

## Станция в цифрах
Пассажиропоток по станции за сутки (1999 год) — 45 190 человек.
Пассажиропоток по вестибюлям за сутки (2002 год):
- Пассажиропоток по входу — 54 900 человек.
- Пассажиропоток по выходу — 57 500 человек[7].
- Таблица времени прохождения первого поезда через станцию[8]:

| По чётным числам             | Будние дни | Выходные дни |
| По нечётным числам           | Будние дни | Выходные дни |
| В сторону станции «Тульская» | 05:39      | 05:39        |
| В сторону станции «Тульская» | 05:39      | 05:39        |
| В сторону станции «Нагорная» | 06:00      | 06:03        |
| В сторону станции «Нагорная» | 06:00      | 06:03        |

## Происшествия
- Вечером 11 июня 1996 года в туннеле между станциями Тульская и Нагатинская произошёл взрыв самодельного взрывного устройства мощностью 500—800 г тротила, находившегося в четвёртом вагоне под сиденьем. Погибли 4 человека и ещё 16 пострадали[9][10].
- Вечером 9 января 2024 года на станции Нагатинская совместными усилиями дежурного по станции, Сергея Баранова, вместе с полицейскими и пассажирами были приняты роды у беременной пассажирки.[11] Схожий случай произошел в ноябре 2017 года на станции Кутузовская Московского центрального кольца.[12]

## Наземный общественный транспорт
На этой станции можно пересесть на следующие маршруты городского пассажирского транспорта:
- Автобусы: м86, м95, е85, с806, с811, 844, с910, с951, н8
- Трамваи: 3, 16, 47, 49

## Галерея

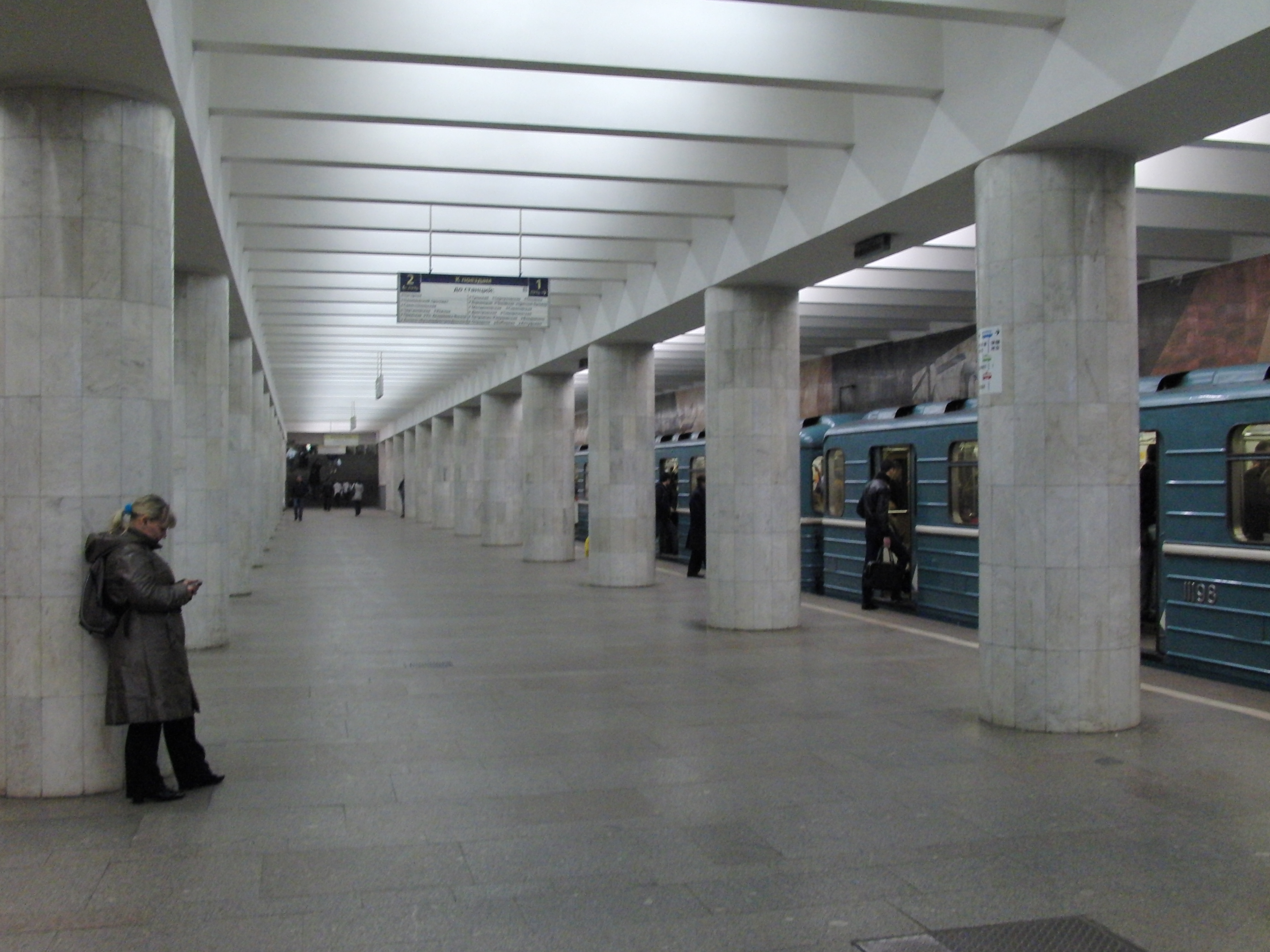
Зал станции
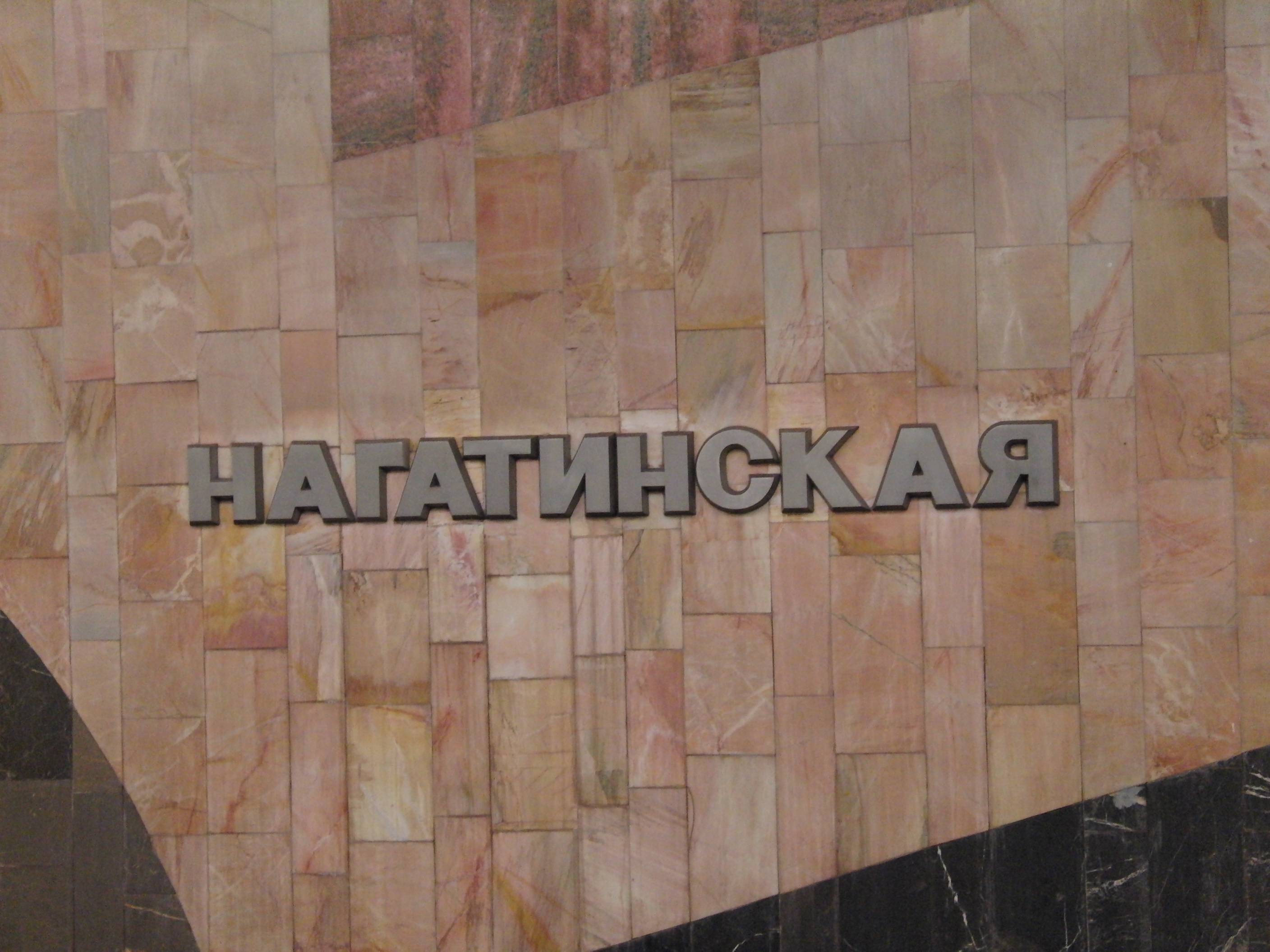
Название станции на путевой стене
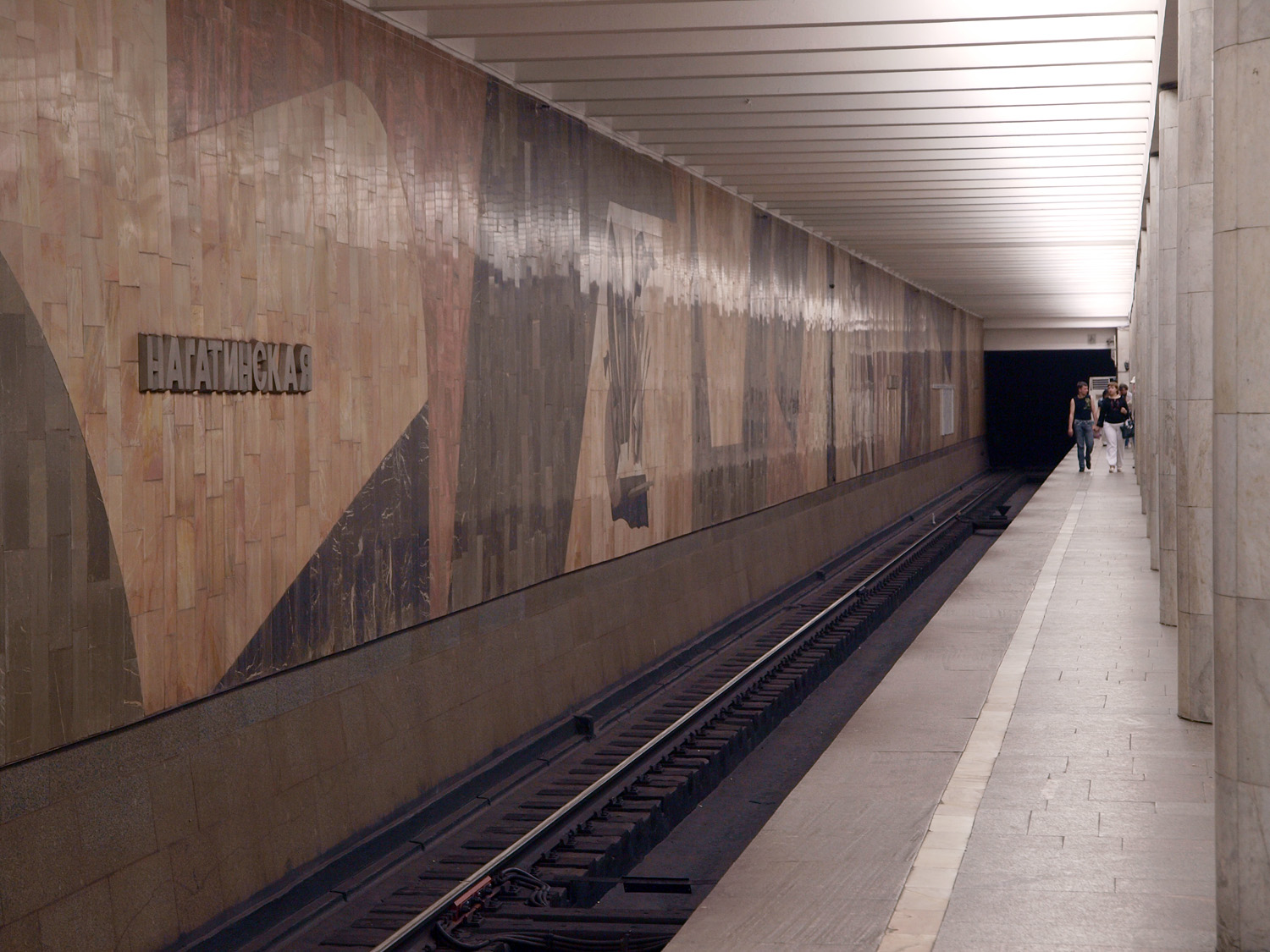
Посадочная платформа
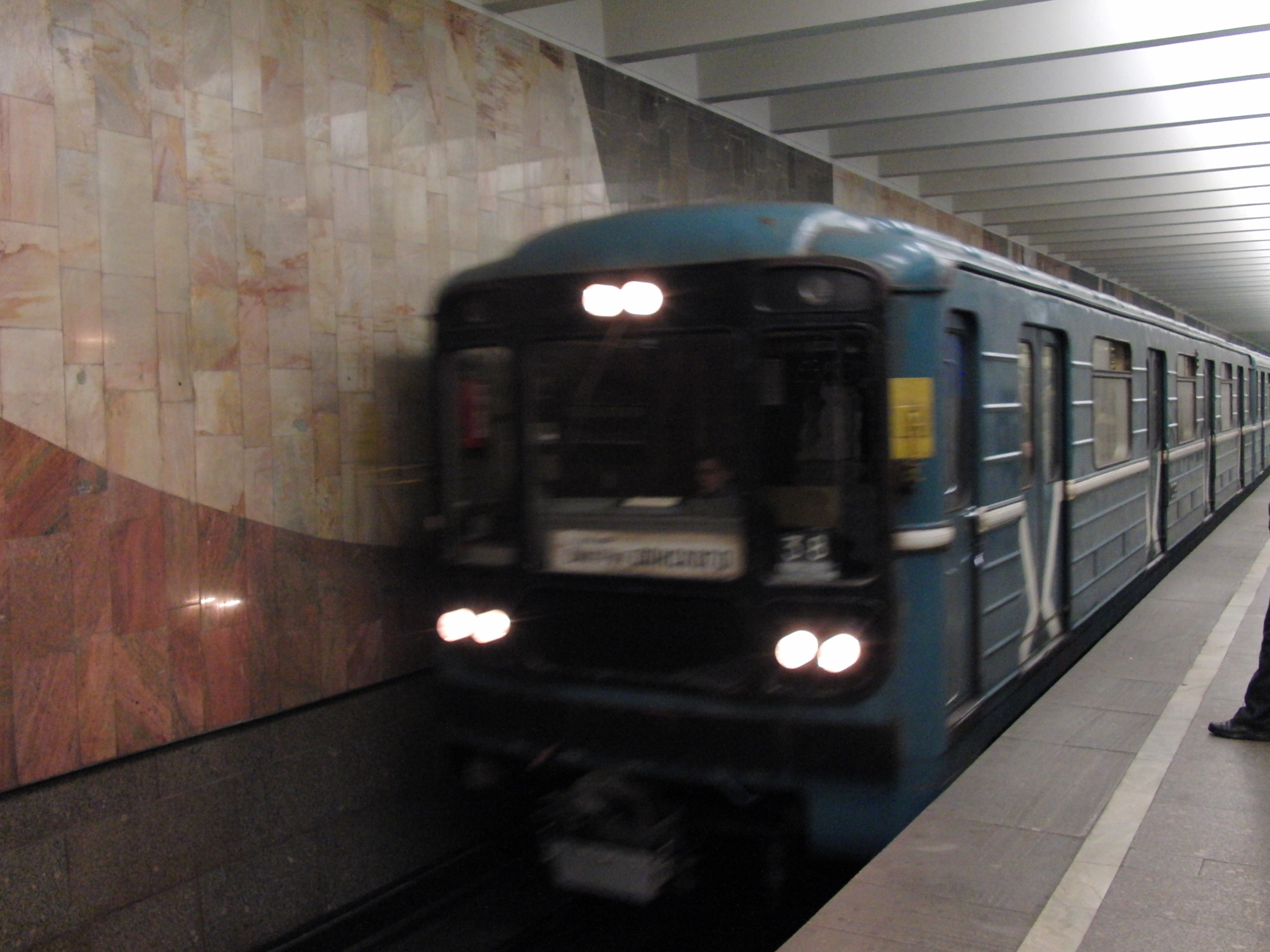
Поезд на станции
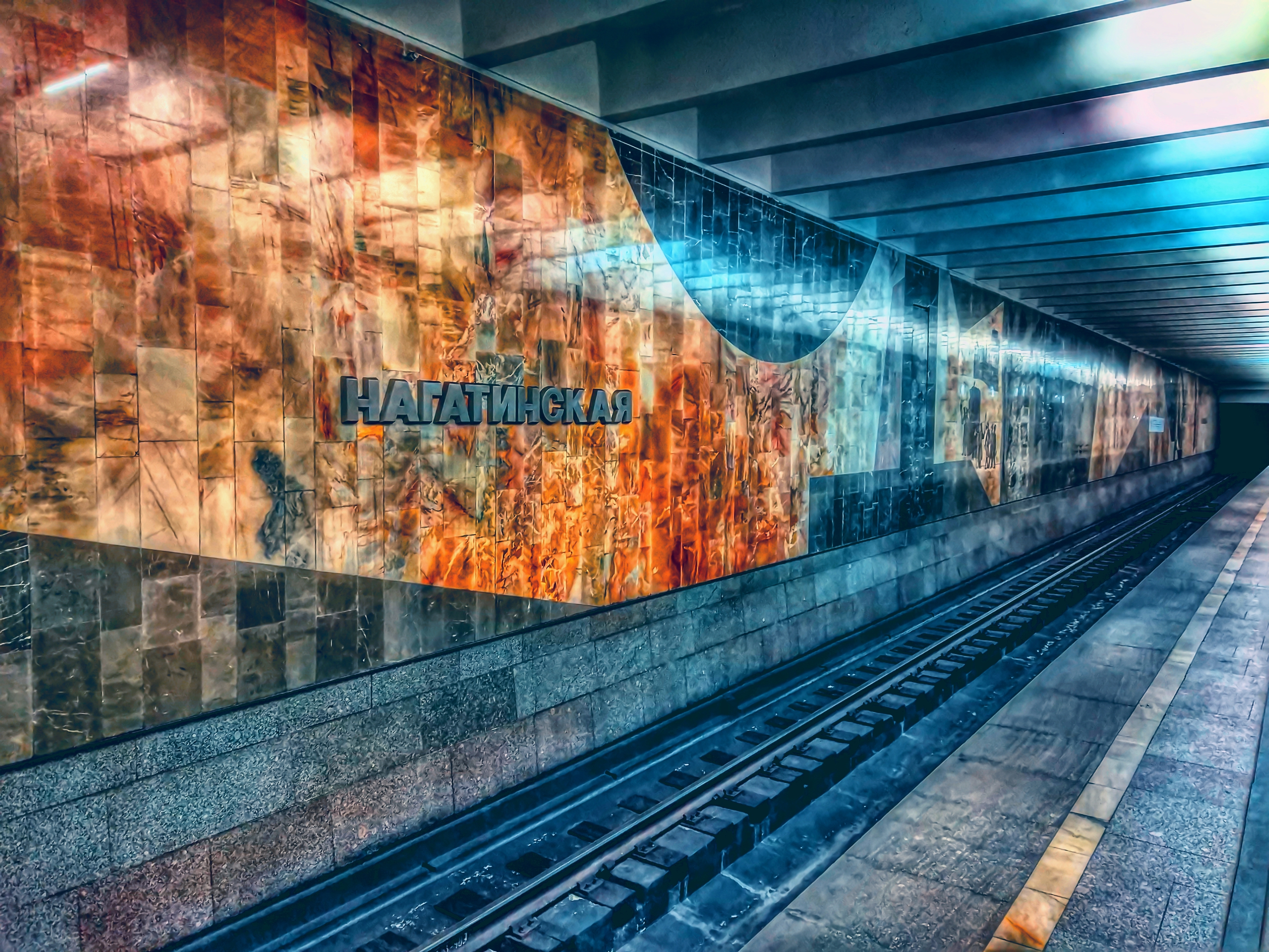
Путевая стена
Поезд «Ока» прибывает на станцию